# Lycosa intermedialis
Lycosa intermedialis är en spindelart som beskrevs av Roewer 1955. Lycosa intermedialis ingår i släktet Lycosa och familjen vargspindlar.
Artens utbredningsområde är Libya. Inga underarter finns listade i Catalogue of Life.